# Ernâni Lopes
Ernâni Rodrigues Lopes (Lisboa, 20 de febrero de 1942 - ibíd., 2 de diciembre de 2010) fue un economista y político portugués.

## Biografía
Licenciado por el Instituto Superior de Ciencias Económicas y Financieras de la Universidad Técnica de Lisboa (actual ISEG) en 1964, cumplió el servicio militar obligatorio, como oficial de la Reserva Naval, entre 1964 y 1967. Se incorporó a la Oficina de Estadística y Estudios Económicos del Banco de Portugal, como asistente técnico, de 1967 a 1974, y director, hasta 1975. En 1982 se doctoró en Economía por la Universidad Católica Portuguesa, convirtiéndose en director del Instituto de Estudios Europeos a partir de 1996.  Dirigió la misión diplomática de Portugal ante la Comunidad Europea de 1979 a 1983. Ocupó el cargo de Ministro de Finanzas en el IX Gobierno Constitucional de Portugal entre 1983 y 1985, negoció la adhesión de Portugal a la entonces Comunidad Económica Europea (CEE) y aplicó el programa del FMI en el país a comienzos de los años 1980.
Lopes falleció el 2 de diciembre de 2010, a los 68 años, tras luchar contra un linfoma.

## Funciones gubernamentales ejercidas
- IX Gobierno Constitucional de Portugal
  - Ministro de Finanzas

## Funciones diplomáticas ejercidas
- 1975-1979: Embajador de Portugal en Bonn, República Federal de Alemania.
- 1979-1983: Embajador y jefe de la misión portuguesa en las Comunidades Europeas en Bruselas, responsable de las negociaciones de la adhesión de Portugal a la CEE.[6]